# Проходное (Белгородская область)
Проходное — село, административный центр Проходенского сельского поселения Корочанского района Белгородской области Российской Федерации. Одно из старейших селений на территории Белгородчины.

## География
Село расположено в стороне от автомобильной дороги регионального значения Р-152 Белгород — Павловск, на левобережье реки Корочи (притока Нежеголи), при урочище «Круглая Проходная Поляна», находящемся на высоте над уровнем моря 221 метр, между двумя оврагами на северо-западе и юго-востоке.
В окрестностях преобладают чернозёмные почвы. Поверхность почвы — волнистая равнина, густо изрезанная оврагами, балками, речной долиной. Рельеф эрозийный, выработанный поверхностными текучими водами.
Расстояние по автотрассе до областного центра Белгорода — 40 км, до районного центра Корочи — 10,4 км. Ближайшие населённые пункты: Прудки — фактически примыкает к с. Проходному, Городище — 3 км, Алексеевка — 6 км, Афанасово — 6 км, Бехтеевка — 7 км, Нечаево — 8 км.
Улицы
В селе имеются четыре улицы: Центральная (главная), Садовая, Выгон, Горелая. Автодорога, ведущая от автотрассы «Белгород-Павловск» к центру села, в пределах селитьбы носит название «Улица Центральная», затем, от места слияния двух сёл — Проходного и Прудков, она приобретает название «Улица Редина».

## Население
Согласно официальным сведениям 1862 года, в селе значится 1360 жителей. По данным Земской подворной переписи 1885 года — 1939 чел.. Всесоюзная перепись населения СССР 1979 года показала, что численность жителей села составляла 626 чел., следующая Перепись населения СССР (1989) — 479 чел. жит..
| 2002 | 2010 |
| ---- | ---- |
| 386  | ↗418 |

## История
В Московском государстве
Деревня основана детьми боярскими корочанскими «испомещёнными наделами земли» вблизи пограничной укрепительной линии — Белгородской засечной черты Московского государства.
Первое известное упоминание о поселении относится к 1637 году [см.: Царские грамоты на Корочу]. В документах по Корочанскому уезду деревня Проходная упоминается в 1646 году [см.: Переписная или Дозорная книга], в 1658 году [см.: Список служилых людей], в 1694 году [см.: «Сборная книга хлеба, денег» и др.], 1720-е годы [см.: Табели/ведомости, по итогам переписи].
В Российской империи
Подушная перепись (1-я ревизия) податного населения 1719 года показывает жителей деревни Проходной Корочанского уезда Белгородской провинции, причисленных к сословию военизированных земледельцев — «дворян-однодворцев», имевших право личного землевладения и владения крестьянами, значившихся лично свободными.
По сведениям Центрального Статистического комитета МВД на 1862 год, значится: «Курская губерния. Уезд — Корочанский. Стан — III. Расположенное по правую сторону от почтовой дороги из Белгорода в Корочу — Проходное, село казённое, при урочище „Круглой Проходной Поляне“; число дворов 152; численность жителей — 1360 чел., из них 679 чел. муж. пола, 681 чел. жен. пола. Церковь православная — 1».
24 ноября 1866 года, в соответствии c принятым законом «О поземельном устройстве государственных крестьян», сословие однодворцев было упразднено, жители села были переведены в государственные крестьяне (казённые крестьяне) — особое сословие российского крестьянства XIX—XX вв..
По данным Земской подворной переписи 1885 года, значится: «Курской губ. Корочанского уезда Пригородной волости с. Проходное (Соколовка тож) — 276 дворов, жителей 1939 чел., в том числе: 1032 чел. муж. пола и 907 чел. жен. пола, грамотных — 49 чел. муж. пола, 1 чел. жен. пола. и 6 мальчиков; без земельного надела 1 двор; 10 промышленных заведений, 1 торговая лавка, 1 кабак; церковь православная — 1 (одна)».
В СССР
В 1928 году в Корочанском районе было образовано 48 сельсоветов, в их числе — Проходенский сельсовет, в составе которого с. Проходное — 595 чел. жит., c. Прудки — 1122 чел. жит. и хут. Пожарный — 186 чел. жит.; позднее, в 1950-е гг. в сельсовет включено с. Городище.
В годы Великой Отечественной войны село Проходное, как и значительная часть Белгородчины, находились в немецкой оккупации, длившейся 222 дня: с 01.07.1942 до 07.02.1943, за период которой нанесён серьёзный урон народному хозяйству (были сожжены или разграблены дома, угнан скот, убиты сельские активисты), из Корочанского района в «германское рабство» было угнано 832 чел. (по другим сведениям ок. 2 тыс. чел.), в их числе из Проходенского сельсовета — 23 чел. жителей.
Участниками войны явились 842 чел. односельчанина, добровольцами ушедшие защищать Родину. По данным «Книги памяти Белгородской области» в боях с немецко-фашистскими захватчиками погибли или пропали без вести 364 чел. уроженцев с. Проходного и д. Прудков. В память о героях-односельчанах павших в боях за свободу Родины в центре села установлен памятник «Советский воин-победитель».
В Российской Федерации
С 20 декабря 2004 года — на основании Закона Белгородской области № 159/Ст._4, село Проходное — административный центр Проходенского сельского муниципального поселения, в границах которого располагается 5 населённых пунктов (сёла: Проходное, Прудки, Городище, хутор: Пожарный и Резниково).

## Образование
- 1886 — при сельской церкви открылась церковно-приходская школа, где в тот год обучались 52 ученика (33 мальчика и 19 девочек).
- 1918 — с приходом советской власти школа была преобразована в начальную школу, четырёхклассного обязательного обучения.
- 1931 — в соответствии Принципами народного образования в СССР, начальная школа преобразована в школу семилетнего обучения и получила название Проходенская школа крестьянской молодежи (позже — «школа колхозной молодежи»).
- 1954 — ввиду того, что школьное здание не вмещало большого числа учеников, к школьному зданию пристроили три классных комнаты.
- 1961 — сельская школа преобразована в Восьмилетку, учебные занятия велись в две смены.
- 1968 — учебное заведение преобразовано в школу нового типа: Средняя общеобразовательная школа (десятилетнего обучения).
- 1976 — на колхозные средства построено новое здание сельской школы на 500 учащихся.
- 2007 — после капремонта сельского Дома культуры в нём разместилась и осуществляет свою деятельность Проходенская основная общеобразовательная школа (МБОУ «Проходенская ООШ)[14][15].

## Православная церковь
- 1850 — в документах 10-й Ревизии впервые значится так: Проходное, село казённое", что указывает на наличие в нём церкви.
- 1879 — взамен обветшавшего деревянного храма построен, освящён и открыл свои двери новый Покровский каменный (кирпичный) храм[16].
- 1918—1960 — при проведении антирелигиозной политики храм был разорён, и в конце 1950 — нач. 1960 гг. закрыт, ныне наполовину разрушен[17].
- 2007 — по просьбе сельчан, при поддержке депутата Госдумы С. В. Муравленко, состоялось освящение закладного камня нового храма[18], средства на его возведение даны корочанским Филиалом ОАО «МРСК Центра» — «Белгородэнерго»[19]; кoлoкoла для его звoнницы изгoтoвлены воронежскими литейщиками[20].
- 2008, 14 oктября — вновь был открыт новый храм во имя Пoкрoва Пресвятoй Бoгoрoдицы, построенный по проекту архитектoра Л. И. Кoлесникoвoй, освящённый архиепискoпoм Белгoрoдским и Старooскoльским Иoаннoм[21].

## Памятники истории
- Храм Покрова Пресвятой Богородицы. На стене храма табличка с текстом: «Памятник архитектуры, Покровский храм, 1879 год. Охраняется гoсударствoм»[22].
- Могила неизвестного красноармейца, погибшего в годы Гражданской войны в России (1917/1918 — 1922), с. Прудки (код памятника: 3100001163).
- Братская могила 37 советских воинов, погибших в боях с фашистскими захватчиками, в центре с. Прудки (код памятника: 3100424000)[23].
- Братская могила 4 (четверых) советских воинов, погибших в боях с фашистскими захватчиками, в центре села Проходного (код памятника: 3100423000)[24][25].

## Праздники
Кроме основных государственных праздников Российской Федерации, в селе отмечаются:
- 6 января — День образования Белгородской области[26]
- 5 августа — День освобождения Белгорода от немецко-фашистских захватчиков; 5 августа 1943 года.
- 23 августа — День Победы советских войск в битве на Курской дуге — День освобождения Белгородской области от немецко-фашистских захватчиков[27]
- 14 октября — праздник церковного прихода Покрова Пресвятой Богородицы и «День рождения села» — датой основания села считается 1639 год[28].

## Инфраструктура
В селе в настоящее время осуществляют свою деятельность: орган местного самоуправления — Администрация Проходенского сельского поселения, Культурно-образовательный центр, объединивший «под одной крышей» сельский Дом культуры, среднюю школу и модельную сельскую библиотеку; Фельдшерско-акушерский пункт, Отделение почтовой связи «ПРОХОДНОЕ» (309219); три частных магазина.
С областным центром Белгородом село связано регулярным автобусным сообщением, несколькими маршрутами, проходящими через Проходное: № № 128, № 121, № 122, 123, 124, 125, а также, маршрутом № 207 «Проходное — Белгород (Энергомаш)».